# Gerbillus principulus
Gerbillus principulus är en däggdjursart som först beskrevs av Thomas och Hinton 1923.  Gerbillus principulus ingår i släktet Gerbillus och familjen råttdjur. IUCN kategoriserar arten globalt som otillräckligt studerad. Inga underarter finns listade i Catalogue of Life.
Denna gnagare är bara känd från en mindre region i Sudan. Den lever där i ett klippigt högland med några glest fördelade buskar.